# Élections législatives de 1962 aux îles Féroé
Les élections générales féroïennes se sont tenues le 8 novembre 1962. Ces élections ont été marquées par la victoire du Parti social-démocrate qui obtient 8 des 29 sièges composant le Løgting.

## Résultats
| Parti | Parti                           | Voix   | %    | +/-        | Sièges | +/-        |
| ----- | ------------------------------- | ------ | ---- | ---------- | ------ | ---------- |
|       | Parti social-démocrate (C)      | 4 161  | 27,5 | 1,7        | 8      | stagnation |
|       | Parti républicain (E)           | 3 281  | 21,6 | 2,6        | 6      | 1          |
|       | Parti de l'union (B)            | 3 082  | 20,3 | 3,4        | 6      | 1          |
|       | Parti du peuple (A)             | 3 068  | 20,2 | 2,4        | 6      | 1          |
|       | Parti de l'autogouvernement (D) | 892    | 5,9  | stagnation | 2      | stagnation |
|       | Parti du Progrès (F)            | 674    | 4,4  | 1,5        | 1      | stagnation |
| Total | Total                           | 15 158 | 100  | stagnation | 29     | 1          |